# Eerste klasse (Nederlands amateurvoetbal)
De Eerste klasse is met ingang van het seizoen 2016/17 het vierde amateurniveau in het Nederlands amateurvoetbal en het zesde voetbalniveau van Nederland. De Eerste klasse telt in het seizoen 2024/25 acht competities waarin de zaterdag- en zondagclubs samen spelen in regionaal ingedeelde poules.

## Opzet
Elke competitie in de Eerste klasse bestaat in principe uit veertien teams, maar hier kan vanaf worden geweken. De kampioenen in de Eerste klasse promoveren direct naar de Vierde divisie. De nummers 13 en 14 degraderen direct naar de Tweede klasse. De periodekampioenen spelen met de nummers 13 en 14 uit de vierde divisie een nacompetitie waarin ze kunnen promoveren. De nummers 11 en 12 spelen samen met de periodekampioenen uit de tweede klasse om klassebehoud.
| West I  | West II         | Zuid I  | Zuid II | Oost            | Noord   |
| ------- | --------------- | ------- | ------- | --------------- | ------- |
| 1A (14) | 1B (13) 1C (14) | 1D (13) | 1E (13) | 1F (14) 1G (14) | 1H (14) |

N.B. Tussen haakjes het aantal deelnemende clubs

## Historie

### Ontwikkeling van het niveau op de voetbalpiramide
In het zondagvoetbal was de eerste klasse tot 1974 het hoogste amateurniveau en van 1974-2010 het tweede amateurniveau. In het zaterdagvoetbal was de eerste klasse sinds de introductie in 1970 tot 1996 het hoogste amateurniveau en van 1996-2010 het tweede amateurniveau. Van 2010-2016 was het in beide afdelingen het derde amateurniveau en vanaf de herinvoering van de Tweede divisie in 2016 het vierde amateurniveau.
| AM | Periode                                       |
| -- | --------------------------------------------- |
| 1e | Zaterdag: 1970 t/m 1996 Zondag: t/m 1974      |
| 2e | Zaterdag: 1996 t/m 2010 Zondag: 1974 t/m 2010 |
| 3e | 2010 t/m 2016                                 |
| 4e | vanaf 2016                                    |

### Aanpassing van de voetbalpiramide
Vanaf het seizoen 2023/24 wordt het aantal competities in de eerste klasse in twee jaar terug gebracht van elf tot acht. Vóór dit seizoen had elk district één competities per afdeling, dus in totaal zes competities in de zondagafdeling en vijf competities in de zaterdagafdeling (Zuid-II heeft alleen competitie op zondag).
Vanaf het seizoen 2023/24 is in de eerste klasse ook de scheiding tussen het zaterdag- en zondagvoetbal komen te vervallen. De competities zijn in regionale poules ingedeeld in plaats van op speeldag. Aan amateurverenigingen werd voorafgaand aan het seizoen gevraagd of ze de thuiswedstrijden op zaterdag of zondag willen afwerken. Van deze regel mag worden afgeweken door principiële zaterdagclubs die het recht behouden om ook hun uitwedstrijden op zaterdag te spelen.

## Kampioenen

### Zaterdagclubs
| 1e amateurniveau | 1e amateurniveau | 1e amateurniveau    | 1e amateurniveau |
| Jaar             | 1A               | 1B                  |                  |
| ---------------- | ---------------- | ------------------- | ---------------- |
| 1971             | Zwart-Wit '28    | SV Huizen           |                  |
| 1972             | Zwart-Wit '28    | IJsselmeervogels    |                  |
| 1973             | Vv Noordwijk     | IJsselmeervogels    |                  |
| 1974             | SV Huizen        | SV Spakenburg       |                  |
| 1975             | VV Spijkenisse   | VV DOVO             |                  |
| 1976             | Vv Noordwijk     | IJsselmeervogels    |                  |
| 1977             | VV DOVO          | IJsselmeervogels    |                  |
| 1978             | Vv Noordwijk     | ACV                 |                  |
| 1979             | VV DOVO          | ACV                 |                  |
| 1980             | Vv Noordwijk     | ACV                 |                  |
| 1981             | Vv Noordwijk     | DOS Kampen          |                  |
| 1982             | VV Bennekom      | IJsselmeervogels    |                  |
| 1983             | Vv Noordwijk     | IJsselmeervogels    |                  |
| Jaar             | 1A               | 1B                  | 1C               |
| 1984             | NSVV             | Rijnsburgse Boys    | IJsselmeervogels |
| 1985             | Kozakken Boys    | GVVV                | SV Spakenburg    |
| 1986             | VV Heerjansdam   | IJsselmeervogels    | ACV              |
| 1987             | NSVV             | SV Spakenburg       | ACV              |
| 1988             | IJsselmeervogels | DOS Kampen          | VV Bennekom      |
| 1989             | VV Heerjansdam   | VV DOVO             | SC Genemuiden    |
| 1990             | NSVV             | Rijnsburgse Boys    | ACV              |
| 1991             | Quick Boys       | Excelsior Maassluis | VV DOVO          |
| 1992             | Quick Boys       | Kozakken Boys       | ACV              |
| 1993             | VV Katwijk       | Kozakken Boys       | VV Lunteren      |
| 1994             | VV Katwijk       | VV DOVO             | ACV              |
| 1995             | VV Katwijk       | Kozakken Boys       | IJsselmeervogels |
| 1996             | SVV Scheveningen | HSV Hoek            | SV Urk           |

| 2e amateurniveau (na invoering Hoofdklasse)    | 2e amateurniveau (na invoering Hoofdklasse)                        | 2e amateurniveau (na invoering Hoofdklasse)                        | 2e amateurniveau (na invoering Hoofdklasse)                        | 2e amateurniveau (na invoering Hoofdklasse)                        | 2e amateurniveau (na invoering Hoofdklasse)                        | 2e amateurniveau (na invoering Hoofdklasse) |
| Jaar                                           | Midden + West I + II 1A                                            | West III + IV 1B                                                   | Zuid I 1C                                                          | Oost 1D                                                            | Noord 1E                                                           |                                             |
| ---------------------------------------------- | ------------------------------------------------------------------ | ------------------------------------------------------------------ | ------------------------------------------------------------------ | ------------------------------------------------------------------ | ------------------------------------------------------------------ | ------------------------------------------- |
| 1997                                           | Sparta Nijkerk                                                     | Ter Leede                                                          | VV Groote Lindt                                                    | WHC                                                                | Harkemase Boys                                                     |                                             |
| 1998                                           | DVS '33                                                            | VV Rozenburg                                                       | VVGZ                                                               | AVW '66                                                            | VV Olympia '28                                                     |                                             |
| 1999                                           | SDC Putten                                                         | Ter Leede                                                          | ASWH                                                               | DOS Kampen                                                         | ONS Sneek                                                          |                                             |
| 2000                                           | SDV Barneveld                                                      | Deltasport                                                         | VV Rijsoord                                                        | Excelsior '31                                                      | Asv Dronten                                                        |                                             |
| 2001                                           | SV Marken                                                          | Zwart-Wit '28                                                      | Roda Boys Bommelerwaard                                            | VV Nunspeet                                                        | HZVV                                                               |                                             |
| Jaar                                           | West I 1A                                                          | West II 1B                                                         | Zuid I 1C                                                          | Oost 1D                                                            | Noord 1E                                                           |                                             |
| 2002                                           | DVS '33                                                            | SHO                                                                | VV Heerjansdam                                                     | CSV Apeldoorn                                                      | Asv Dronten                                                        |                                             |
| 2003                                           | Ajax Amateurs                                                      | ARC                                                                | Achilles Veen                                                      | Sparta Nijkerk                                                     | Oranje Nassau Groningen                                            |                                             |
| 2004                                           | RKAV Volendam                                                      | BVV Barendrecht                                                    | Kozakken Boys                                                      | Excelsior '31                                                      | ONS Sneek                                                          |                                             |
| 2005                                           | GVVV                                                               | DOTO                                                               | VV Kloetinge                                                       | SVZW Wierden                                                       | Drachtster Boys                                                    |                                             |
| 2006                                           | SV Huizen                                                          | TOGR                                                               | SSV '65                                                            | VV Nunspeet                                                        | Oranje Nassau Groningen                                            |                                             |
| 2007                                           | Zwaluwen '30                                                       | BVV Barendrecht                                                    | LRC Leerdam                                                        | VV DOVO                                                            | PKC '83                                                            |                                             |
| 2008                                           | RKAV Volendam                                                      | SVV Scheveningen                                                   | VV Heerjansdam                                                     | SDC Putten                                                         | Harkemase Boys                                                     |                                             |
| 2009                                           | ODIN '59                                                           | TOGR                                                               | LRC Leerdam                                                        | CSV Apeldoorn                                                      | ACV                                                                |                                             |
| 2010                                           | VV Young Boys                                                      | Voorschoten '97                                                    | VV Heerjansdam                                                     | SVZW Wierden                                                       | Oranje Nassau Groningen                                            |                                             |
| 3e amateurniveau (na invoering Topklasse)      |                                                                    |                                                                    |                                                                    |                                                                    |                                                                    |                                             |
| 2011                                           | VV DOVO                                                            | Sportlust '46                                                      | Achilles Veen                                                      | VV Bennekom                                                        | SV Urk                                                             |                                             |
| 2012                                           | Ajax Amateurs                                                      | VV Smitshoek                                                       | SteDoCo                                                            | DTS Ede                                                            | HZVV                                                               |                                             |
| 2013                                           | SDV Barneveld                                                      | Deltasport                                                         | SV Oranje Wit                                                      | AZSV                                                               | Drachtster Boys                                                    |                                             |
| 2014                                           | FC Breukelen                                                       | FC Rijnvogels                                                      | VV Spijkenisse                                                     | DFS Opheusden                                                      | SV Urk                                                             |                                             |
| 2015                                           | SVL                                                                | Sportlust '46                                                      | SV Heinenoord                                                      | DOS '37                                                            | HZVV                                                               |                                             |
| 2016                                           | DFS Opheusden                                                      | SV Argon                                                           | VV Smitshoek                                                       | SDV Barneveld                                                      | Oranje Nassau Groningen                                            |                                             |
| 4e amateurniveau (na invoering Tweede Divisie) |                                                                    |                                                                    |                                                                    |                                                                    |                                                                    |                                             |
| 2017                                           | AFC                                                                | FC 's-Gravenzande                                                  | VV Rijsoord                                                        | VV Berkum                                                          | HZVV                                                               |                                             |
| 2018                                           | RKAV Volendam                                                      | SC Feyenoord                                                       | VV DUNO                                                            | SVZW Wierden                                                       | VV Buitenpost                                                      |                                             |
| 2019                                           | DHSC                                                               | VV Rijsoord                                                        | Sportlust '46                                                      | NSC Nijkerk                                                        | HZVV                                                               |                                             |
| 2020                                           | Geen kampioenen i.v.m. afgebroken competitie n.a.v. coronapandemie | Geen kampioenen i.v.m. afgebroken competitie n.a.v. coronapandemie | Geen kampioenen i.v.m. afgebroken competitie n.a.v. coronapandemie | Geen kampioenen i.v.m. afgebroken competitie n.a.v. coronapandemie | Geen kampioenen i.v.m. afgebroken competitie n.a.v. coronapandemie |                                             |
| 2021                                           | Geen kampioenen i.v.m. afgebroken competitie n.a.v. coronapandemie | Geen kampioenen i.v.m. afgebroken competitie n.a.v. coronapandemie | Geen kampioenen i.v.m. afgebroken competitie n.a.v. coronapandemie | Geen kampioenen i.v.m. afgebroken competitie n.a.v. coronapandemie | Geen kampioenen i.v.m. afgebroken competitie n.a.v. coronapandemie |                                             |
| 2022                                           | WV-HEDW                                                            | VV Kloetinge                                                       | SV Huizen                                                          | CSV Apeldoorn                                                      | d'Olde Veste '54                                                   |                                             |
| Jaar                                           | West I 1A                                                          | West II 1B                                                         | West II 1C                                                         | Zuid I 1D                                                          | Oost 1E                                                            | Noord 1F                                    |
| 2023                                           | CSV BOL                                                            | SV DSO                                                             | VV Heerjansdam                                                     | VV Scherpenzeel                                                    | Quick '20                                                          | VV Pelikaan-S                               |

### Zondagclubs
| 1e amateurniveau (na invoering betaald voetbal) | 1e amateurniveau (na invoering betaald voetbal)                    | 1e amateurniveau (na invoering betaald voetbal)                    | 1e amateurniveau (na invoering betaald voetbal)                    | 1e amateurniveau (na invoering betaald voetbal)                    | 1e amateurniveau (na invoering betaald voetbal)                    | 1e amateurniveau (na invoering betaald voetbal)                    | 1e amateurniveau (na invoering betaald voetbal) |
| Jaar                                            | West 1A                                                            | West 1A                                                            | Zuid 1C                                                            | Zuid 1C                                                            | Noord-Oost 1B                                                      | Noord-Oost 1B                                                      |                                                 |
| ----------------------------------------------- | ------------------------------------------------------------------ | ------------------------------------------------------------------ | ------------------------------------------------------------------ | ------------------------------------------------------------------ | ------------------------------------------------------------------ | ------------------------------------------------------------------ | ----------------------------------------------- |
| 1956                                            | RFC Rotterdam                                                      | RFC Rotterdam                                                      | VC Vlissingen                                                      | VC Vlissingen                                                      | VV Hengelo                                                         | VV Hengelo                                                         |                                                 |
| 1957                                            | Velox Utrecht                                                      | Velox Utrecht                                                      | VV Maurits                                                         | VV Maurits                                                         | Be Quick Zutphen                                                   | Be Quick Zutphen                                                   |                                                 |
| 1958                                            | Velox Utrecht                                                      | Velox Utrecht                                                      | RSC Alliance                                                       | RSC Alliance                                                       | Quick Nijmegen                                                     | Quick Nijmegen                                                     |                                                 |
| 1959                                            | SV Gouda                                                           | SV Gouda                                                           | SC Irene                                                           | SC Irene                                                           | ESCA Arnhem                                                        | ESCA Arnhem                                                        |                                                 |
| 1960                                            | SV Gouda                                                           | SV Gouda                                                           | Wilhelmina '08                                                     | Wilhelmina '08                                                     | Quick Nijmegen                                                     | Quick Nijmegen                                                     |                                                 |
| Jaar                                            | West I 1A                                                          | West II 1C                                                         | Zuid 1D                                                            | Zuid 1D                                                            | Noord-Oost 1B                                                      | Noord-Oost 1B                                                      |                                                 |
| 1961                                            | Koninklijke HFC                                                    | RFC Xerxes                                                         | Sportclub Emma                                                     | Sportclub Emma                                                     | Velocitas 1897                                                     | Velocitas 1897                                                     |                                                 |
| Jaar                                            | West I 1A                                                          | West II 1B                                                         | Zuid I 1E                                                          | Zuid II 1F                                                         | Oost 1D                                                            | Noord 1C                                                           |                                                 |
| 1962                                            | J.O.S.                                                             | RFC Xerxes                                                         | VC Vlissingen                                                      | VV Standaard                                                       | Quick Nijmegen                                                     | Velocitas 1897                                                     |                                                 |
| 1963                                            | AFC Amsterdam                                                      | GVV Unitas                                                         | VV De Valk                                                         | Wilhelmina '08                                                     | Quick Nijmegen                                                     | VV Neptunia                                                        |                                                 |
| 1964                                            | VPV Purmersteijn                                                   | CVV Rotterdam                                                      | VC Vlissingen                                                      | VV Chevremont                                                      | Quick '20                                                          | WVV                                                                |                                                 |
| 1965                                            | J.O.S.                                                             | VV Papendrecht                                                     | HVV Helmond                                                        | RIOS '31                                                           | ESCA/VC                                                            | VV Emmen                                                           |                                                 |
| 1966                                            | J.O.S.                                                             | UVS                                                                | VV Middelburg                                                      | VV Chevremont                                                      | Quick '20                                                          | VV Emmen                                                           |                                                 |
| 1967                                            | AFC Amsterdam                                                      | GVV Unitas                                                         | VV Middelburg                                                      | RKSV Minor                                                         | VV Rheden                                                          | VV Sneek                                                           |                                                 |
| 1968                                            | DCG Amsterdam                                                      | UVS                                                                | VV Middelburg                                                      | RKVV Almania                                                       | VV Rheden                                                          | VV Emmen                                                           |                                                 |
| 1969                                            | AFC Amsterdam                                                      | De Musschen                                                        | VV Middelburg                                                      | RFC Roermond                                                       | SC Enschede                                                        | VV Drachten                                                        |                                                 |
| 1970                                            | VV Uithoorn                                                        | VV Papendrecht                                                     | TSC                                                                | VV Sanderbout                                                      | De Treffers                                                        | VV Sneek                                                           |                                                 |
| 1971                                            | ASC SDW                                                            | RVC Rijswijk                                                       | DESK                                                               | VV Caesar                                                          | Be Quick Zutphen                                                   | VV Drachten                                                        |                                                 |
| 1972                                            | USV Elinkwijk                                                      | RFC Xerxes                                                         | Sparta '25                                                         | VV Caesar                                                          | VV Ede                                                             | VV Leeuwarden                                                      |                                                 |
| 1973                                            | USV Elinkwijk                                                      | LV Roodenburg                                                      | RBC                                                                | VV Veritas                                                         | GVV Eilermark                                                      | CEC                                                                |                                                 |
| 1974                                            | USV Elinkwijk                                                      | Hermes DVS                                                         | RBC                                                                | SV Limburgia                                                       | Quick Nijmegen                                                     | CVV Germanicus                                                     |                                                 |
| 2e amateurniveau (na invoering Hoofdklasse)     |                                                                    |                                                                    |                                                                    |                                                                    |                                                                    |                                                                    |                                                 |
| 1975                                            | VV Aalsmeer                                                        | VUC                                                                | TSV LONGA                                                          | SV Panningen                                                       | DOS '19                                                            | VV Hoogeveen                                                       |                                                 |
| 1976                                            | DWV                                                                | RFC Xerxes                                                         | UNA                                                                | EHC                                                                | Rohda Raalte                                                       | VV Valthermond                                                     |                                                 |
| 1977                                            | ASV Blauw-Wit                                                      | SC Neptunus                                                        | VV Geldrop                                                         | Wilhelmina '08                                                     | Quick '20                                                          | LVV Friesland                                                      |                                                 |
| 1978                                            | SV Ilpendam                                                        | DHS                                                                | DESK                                                               | RKSV Heer                                                          | Achilles '29                                                       | VV Steenwijk                                                       |                                                 |
| 1979                                            | FC Hilversum                                                       | DHC Delft                                                          | VV Hapert                                                          | VV Caesar                                                          | Zwolsche Boys                                                      | VV Appingedam                                                      |                                                 |
| 1980                                            | AVV Zeeburgia                                                      | GVV Unitas                                                         | RBC                                                                | RFC Roermond                                                       | VV De Bataven                                                      | VV Hattem                                                          |                                                 |
| 1981                                            | RCH                                                                | De Musschen                                                        | UNA                                                                | RKSV Heer                                                          | Quick Nijmegen                                                     | WKE                                                                |                                                 |
| 1982                                            | ASV Blauw-Wit                                                      | CVV Rotterdam                                                      | DESK                                                               | SV Venray                                                          | SC Enschede                                                        | VV Appingedam                                                      |                                                 |
| 1983                                            | AFC '34                                                            | VV Wilhelmus                                                       | Rood-Wit W                                                         | Wilhelmina '08                                                     | SV Leones                                                          | VV Drachten                                                        |                                                 |
| 1984                                            | IJ.V.V. Stormvogels                                                | Spartaan '20                                                       | Sparta '25                                                         | RKONS                                                              | HSC '21                                                            | VV Hoogeveen                                                       |                                                 |
| 1985                                            | De Spartaan                                                        | RVC Rijswijk                                                       | TSC                                                                | VV Sittard                                                         | RKSV De Zweef                                                      | GRC Groningen                                                      |                                                 |
| 1986                                            | NFC                                                                | UVS                                                                | BVV                                                                | SV Venray                                                          | RKHVV                                                              | CVV Germanicus                                                     |                                                 |
| 1987                                            | ASV Blauw-Wit                                                      | VV Papendrecht                                                     | VC Vlissingen                                                      | SVN Landgraaf                                                      | DOS '19                                                            | SVBO                                                               |                                                 |
| 1988                                            | ADO '20                                                            | GVV Unitas                                                         | TSC                                                                | RKVV Waubach                                                       | SV Babberich                                                       | VV Appingedam                                                      |                                                 |
| 1989                                            | WFC                                                                | DVC                                                                | VV Baronie                                                         | SV Meerssen                                                        | RKVV STEVO                                                         | Achilles 1894                                                      |                                                 |
| 1990                                            | VV Aalsmeer                                                        | UVS                                                                | BVV                                                                | SV Panningen                                                       | Quick '20                                                          | FVC                                                                |                                                 |
| 1991                                            | IJ.V.V. Stormvogels                                                | Alphense Boys                                                      | UDI '19                                                            | SVN Landgraaf                                                      | HSC '21                                                            | WKE                                                                |                                                 |
| 1992                                            | USV Holland                                                        | TONEGIDO                                                           | BVV                                                                | FC Vinkenslag                                                      | SV Epe                                                             | Be Quick 1887                                                      |                                                 |
| 1993                                            | UVV                                                                | ADO Den Haag                                                       | WVO                                                                | SV Deurne                                                          | AGOVV                                                              | VV Appingedam                                                      |                                                 |
| 1994                                            | AFC '34                                                            | UVS                                                                | DBS                                                                | RKFC Lindenheuvel                                                  | VV De Bataven                                                      | SVBO                                                               |                                                 |
| 1995                                            | De Zwarte Schapen                                                  | SC Feyenoord                                                       | VV Gemert                                                          | SVN Landgraaf                                                      | Achilles '12                                                       | CVV Germanicus                                                     |                                                 |
| 1996                                            | IJ.V.V. Stormvogels                                                | VCS                                                                | TSC                                                                | RKVV Volharding                                                    | OVC '85                                                            | VV Drachten                                                        |                                                 |
| Jaar                                            | 1A                                                                 | 1B                                                                 | 1C                                                                 | 1D                                                                 | 1E                                                                 | 1F                                                                 |                                                 |
| 1997                                            | De Zwarte Schapen                                                  | SC Neptunus                                                        | UDI '19                                                            | VV Eijsden                                                         | AGOVV                                                              | VV Hoogeveen                                                       |                                                 |
| 1998                                            | ADO '20                                                            | VV Nijenrodes                                                      | OJC Rosmalen                                                       | EHC                                                                | SV Colmschate '33                                                  | SVBO                                                               |                                                 |
| 1999                                            | SO Soest                                                           | VV Nieuwenhoorn                                                    | RKSV Venlo                                                         | FC Vinkenslag                                                      | VV De Bataven                                                      | VV Drachten                                                        |                                                 |
| 2000                                            | KBV Amsterdam                                                      | WSC                                                                | RKSV Schijndel                                                     | IVS                                                                | Achilles '29                                                       | Be Quick 1887                                                      |                                                 |
| 2001                                            | AFC Amsterdam                                                      | FC Kranenburg                                                      | VV Terneuzen                                                       | Wilhelmina '08                                                     | De Tubanters                                                       | VV Hoogeveen                                                       |                                                 |
| 2002                                            | Türkiyemspor                                                       | VV Nieuwenhoorn                                                    | OJC Rosmalen                                                       | SV Deurne                                                          | Achilles '29                                                       | VV Nieuw Buinen                                                    |                                                 |
| 2003                                            | AFC '34                                                            | SVVSMC                                                             | RKSV Nuenen                                                        | RKSV Groene Ster                                                   | Rohda Raalte                                                       | SC Joure                                                           |                                                 |
| 2004                                            | DWV                                                                | UVS                                                                | VV Geldrop                                                         | EVV Echt                                                           | VV Germania                                                        | WKE                                                                |                                                 |
| 2005                                            | FC Hilversum                                                       | VVSB                                                               | VV Papendrecht                                                     | SV Panningen                                                       | WSV Apeldoorn                                                      | Sneek Wit Zwart                                                    |                                                 |
| 2006                                            | HVV Hollandia                                                      | VUC                                                                | Blauw Geel '38                                                     | RKSV Groene Ster                                                   | SC Enschede                                                        | MSC                                                                |                                                 |
| 2007                                            | AFC DWS                                                            | Westlandia                                                         | DESK                                                               | SV Deurne                                                          | VV De Bataven                                                      | SVBO                                                               |                                                 |
| 2008                                            | FC Hilversum                                                       | HBS                                                                | TSV LONGA                                                          | SV Venray                                                          | VV Germania                                                        | SC Joure                                                           |                                                 |
| 2009                                            | FC Chabab                                                          | SC Feyenoord                                                       | SV OSS '20                                                         | UDI '19                                                            | SV Juliana '31                                                     | VV Nieuw Buinen                                                    |                                                 |
| 2010                                            | VV De Zouaven                                                      | VV Nieuwenhoorn                                                    | VV Dongen                                                          | SV Deurne                                                          | vv Rigtersbleek                                                    | FVC                                                                |                                                 |
| 3e amateurniveau (na invoering Topklasse)       |                                                                    |                                                                    |                                                                    |                                                                    |                                                                    |                                                                    |                                                 |
| Jaar                                            | 1A                                                                 | 1B                                                                 | 1C                                                                 | 1D                                                                 | 1E                                                                 | 1F                                                                 |                                                 |
| 2011                                            | Koninklijke HFC                                                    | RKAVV                                                              | RKSV Nuenen                                                        | RKSV Groene Ster                                                   | Longa '30                                                          | DIO Groningen                                                      |                                                 |
| 2012                                            | HFC EDO                                                            | Quick Den Haag                                                     | RKVV Brabantia                                                     | RKSV Schijndel                                                     | VV De Bataven                                                      | VV Nieuw Buinen                                                    |                                                 |
| 2013                                            | ASV De Dijk                                                        | VOC                                                                | VV De Valk                                                         | RKSV Bekkerveld                                                    | VV Alverna                                                         | FVC                                                                |                                                 |
| 2014                                            | JOS Watergraafsmeer                                                | Magreb '90                                                         | VC Vlissingen                                                      | TOP                                                                | FC Presikhaaf                                                      | Achilles 1894                                                      |                                                 |
| 2015                                            | VV De Meern                                                        | RKAVV                                                              | RKSV Halsteren                                                     | EHC                                                                | VV Alverna                                                         | Dieze West                                                         |                                                 |
| 2016                                            | VV Hoogland                                                        | IFC                                                                | RKSV Nuenen                                                        | VV Chevremont                                                      | SC Woezik                                                          | VV Heerenveen                                                      |                                                 |
| 4e amateurniveau (na invoering Tweede Divisie)  |                                                                    |                                                                    |                                                                    |                                                                    |                                                                    |                                                                    |                                                 |
| Jaar                                            | 1A                                                                 | 1B                                                                 | 1C                                                                 | 1D                                                                 | 1E                                                                 | 1F                                                                 |                                                 |
| 2017                                            | VPV Purmersteijn                                                   | RKSV Leonidas                                                      | VV Baronie                                                         | SV Meerssen                                                        | BVC '12                                                            | Achilles 1894                                                      |                                                 |
| 2018                                            | Fortuna Wormerveer                                                 | GVV Unitas                                                         | SV AWC                                                             | RKSV Minor                                                         | RKZVC                                                              | VV Hoogeveen                                                       |                                                 |
| 2019                                            | RKVV Velsen                                                        | VOC                                                                | SV Juliana '31                                                     | EHC                                                                | Longa '30                                                          | VV Emmen                                                           |                                                 |
| 2020                                            | Geen kampioenen i.v.m. afgebroken competitie n.a.v. coronapandemie | Geen kampioenen i.v.m. afgebroken competitie n.a.v. coronapandemie | Geen kampioenen i.v.m. afgebroken competitie n.a.v. coronapandemie | Geen kampioenen i.v.m. afgebroken competitie n.a.v. coronapandemie | Geen kampioenen i.v.m. afgebroken competitie n.a.v. coronapandemie | Geen kampioenen i.v.m. afgebroken competitie n.a.v. coronapandemie |                                                 |
| 2021                                            | Geen kampioenen i.v.m. afgebroken competitie n.a.v. coronapandemie | Geen kampioenen i.v.m. afgebroken competitie n.a.v. coronapandemie | Geen kampioenen i.v.m. afgebroken competitie n.a.v. coronapandemie | Geen kampioenen i.v.m. afgebroken competitie n.a.v. coronapandemie | Geen kampioenen i.v.m. afgebroken competitie n.a.v. coronapandemie | Geen kampioenen i.v.m. afgebroken competitie n.a.v. coronapandemie |                                                 |
| 2022                                            | SV Kampong                                                         | Unitas '30                                                         | HVCH                                                               | SV Venray                                                          | Rohda Raalte                                                       | VV Hoogezand                                                       |                                                 |
| Jaar                                            | West I 1A                                                          | Zuid I 1B                                                          | Zuid II 1C                                                         | Oost 1D                                                            | Noord 1E                                                           |                                                                    |                                                 |
| 2023                                            | RKSV HBC                                                           | SC Kruisland                                                       | RKSV Wittenhorst                                                   | MASV                                                               | TVC '28                                                            |                                                                    |                                                 |

### Gemengd
| 4e amateurniveau | 4e amateurniveau | 4e amateurniveau  | 4e amateurniveau  | 4e amateurniveau | 4e amateurniveau | 4e amateurniveau | 4e amateurniveau | 4e amateurniveau | 4e amateurniveau | 4e amateurniveau |
| Jaar             | West I 1A        | West I 1B         | West II 1C        | West II 1D       | Zuid I 1E        | Zuid II 1F       | Oost 1G          | Oost 1H          | Noord 1I         | Noord 1J         |
| ---------------- | ---------------- | ----------------- | ----------------- | ---------------- | ---------------- | ---------------- | ---------------- | ---------------- | ---------------- | ---------------- |
| 2024             | VV Kolping Boys  | HSV De Zuidvogels | Forum Sport       | XerxesDZB        | RBC              | RKSV Mierlo-Hout | CSV Apeldoorn    | WHC              | ONS Sneek        | HZVV             |
| Jaar             | West I 1A        | West I 1B         | West II 1C        | Zuid I 1D        | Zuid II 1E       | Oost 1F          | Oost 1G          | Noord 1H         |                  |                  |
| 2025             | SV Hoofddorp     | VUC               | CVV De Jodan Boys | Unitas '30       | SV Laar          | HC & FC Victoria | SVZW             | PKC '83          |                  |                  |

Bekers:
KNVB beker (amateurs) · Super Cup (amateurs) · Districtsbekers
Niveaus:
Tweede divisie · Derde divisie · Vierde divisie · 1e klasse · 2e klasse · 3e klasse · 4e klasse · 5e klasse · 6e klasse · 7e klasse · 8e klasse